# واركي
 واركي (بالإنجليزية: OUARGUI)‏ هي جماعة قروية تابعة لإقليم قلعة السراغنة ضمن جهة مراكش تانسيفت الحوز بالمغرب. بلغ مجموع عدد سكان  واركي حسب إحصاءات 2004 حوالي 10113 نسمة يعيشون في 1615 أسرة.

## إحصاء عام
| السنة | عدد السكان | عدد الأسر | عدد الأجانب |
| ----- | ---------- | --------- | ----------- |
| 1994  | 9819       | 1421      | °°°°        |
| 2004  | 10113      | 1615      | 0           |

## دواوير الجماعة
منها فخدة فطناسة وتظم عدد من الدواوير مثل :دوار اولاد امبارك ودوار لقسور ، الكلايلة لقرابشة ،اولاد ادريس،ولاد سيدي عيسى ، العميرت وأولاد خيرة وعدد من الدواوير الأخرى.